# Сід і Ненсі
«Сід і Ненсі» — британський біографічний фільм 1986 року режисера Алекса Кокса, написаний у співавторстві з Аббі Вулом, у головних ролях — Гері Олдман і Хлоя Вебб. Фільм розповідає про життя Сіда Вішеса, басиста панк-рок -гурту Sex Pistols, і його руйнівні стосунки з дівчиною Ненсі Спанджен. У фільмі також знялися Девід Хеймен, Ксандер Берклі та Кортні Лав.
Прем'єра фільму відбулася на Каннському кінофестивалі в травні 1986 року, а в кінотеатрах США він вийшов у листопаді того ж року. Попри те, що він не зміг окупити свій бюджет у прокаті, фільм був позитивно сприйнятий більшістю критиків і став культовим.

## У ролях
- Ґері Олдмен — Сід Вішез
- Хлоя Вебб — Ненсі Спанджен
- Девід Хеймен — Малкольм Макларен
- Деббі Бішоп — Фібі
- Ендрю Скофілд — Джон Лайдон
- Ксандер Берклі — Бовері Снекс
- Перрі Бенсон — Пол Кук
- Тоні Лондон — Стів Джонс
- Кортні Лав — Гретхен
- Іггі Поп — камео

## Створення
За словами режисера Алекса Кокса, він спочатку розглядав Деніела Дей-Льюїса на роль Сіда Вішеса; однак Кокс запропонував Олдмену роль Вішеса після того, як побачив, як той грає головну роль Скопі у виставі 1984 року «Вінчання Папи» Едварда Бонда. Олдмен двічі відмовлявся від ролі, перш ніж прийняти її, тому що, за його власними словами: «Мене насправді не дуже цікавив Сід Вішес і панк-рух. Я ніколи не стежив за цим. Мене це не цікавив сценарій, який я вважав банальним». Він передумав через платню та наполягання свого агента. Він схуд, щоб зіграти виснаженого Вішеса, харчуючись лише «паровою рибою і великою кількістю дині», та був ненадовго госпіталізований, коли втратив занадто багато ваги. Пізніше Олдмен казав: «Не думаю, що я зіграв Сіда Вішеса дуже добре».
Кортні Лав записала відеопробу на роль Ненсі. Кокс був вражений прослуховуванням Лав, але сказав, що інвестори фільму наполягли на досвідченій актрисі на одну з головних ролей. Тому замість цього Кокс написав другорядну роль Гретхен, однієї з нью-йоркських подруг Сіда та Ненсі, спеціально для неї. Натомість Хлоя Вебб, яка на той час з'явилася в кількох маленьких телевізійних ролях, була обрана на роль Спанджен.
У своїй автобіографії 2007 року гітарист Guns N' Roses Слеш розповів, що кастинг-директор найняв усіх п'ятьох учасників Guns N' Roses як масовку для клубної сцени.
Фільм переважно знімали в Лондоні та Нью-Йорку. Додаткові зйомки (зокрема фрагменти північноамериканського туру Sex Pistols) були зроблені в Лос-Анджелесі та Ель-Сентро, Каліфорнія.

## Саундтрек
Офіційний саундтрек не містить пісень ані Sex Pistols, ані Сіда Вішеса. Значну частину саундтреку до фільму (на відміну від саундтреку до альбому) написали Ден Вул (з групи Pray for Rain) і Джо Страммер, який за контрактом був обмежений лише двома піснями. Страммер зробив більший обсяг неоплаченої роботи через інтерес до фільму.
The Pogues.
| Song                              | Artist        |
| --------------------------------- | ------------- |
| «Love Kills» (Title Track)        | Joe Strummer  |
| «Haunted»                         | The Pogues    |
| «Pleasure and Pain»               | Steve Jones   |
| «Chinese Choppers»                | Pray for Rain |
| «Love Kills»                      | Circle Jerks  |
| «Off the Boat»                    | Pray for Rain |
| «Dum Dum Club»                    | Joe Strummer  |
| «Burning Room»                    | Pray for Rain |
| «She Never Took No for an Answer» | John Cale     |
| «Junk»                            | The Pogues    |
| «I Wanna Be Your Dog»             | Gary Oldman   |
| «My Way»                          | Gary Oldman   |
| «Taxi to Heaven»                  | Pray for Rain |

## Нагороди та номінації
| Нагорода                              | Категорія                      | одержувач(и)   | Результат | Ref.   |
| ------------------------------------- | ------------------------------ | -------------- | --------- | ------ |
| Нагороди BAFTA                        | Кращий макіяж                  | Пітер Фремптон | Номінація | [ 13 ] |
| Бостонське товариство кінокритиків    | Найкраща жіноча роль           | Хлоя Вебб      | Перемога  | [ 14 ] |
| Evening Standard British Film Awards  | Найбільш перспективний новачок | Гері Олдман    | Перемога  |        |
| Національне товариство кінокритиків   | Найкраща жіноча роль           | Хлоя Вебб      | Перемога  | [ 15 ] |
| New York Film Critics Circle Awards   | Найкраща жіноча роль           | Хлоя Вебб      | Номінація |        |
| Міжнародний кінофестиваль у Сан-Паулу | Премія критиків                | Сід і Ненсі    | Перемога  | [ 16 ] |